# 하타 (아랍에미리트)

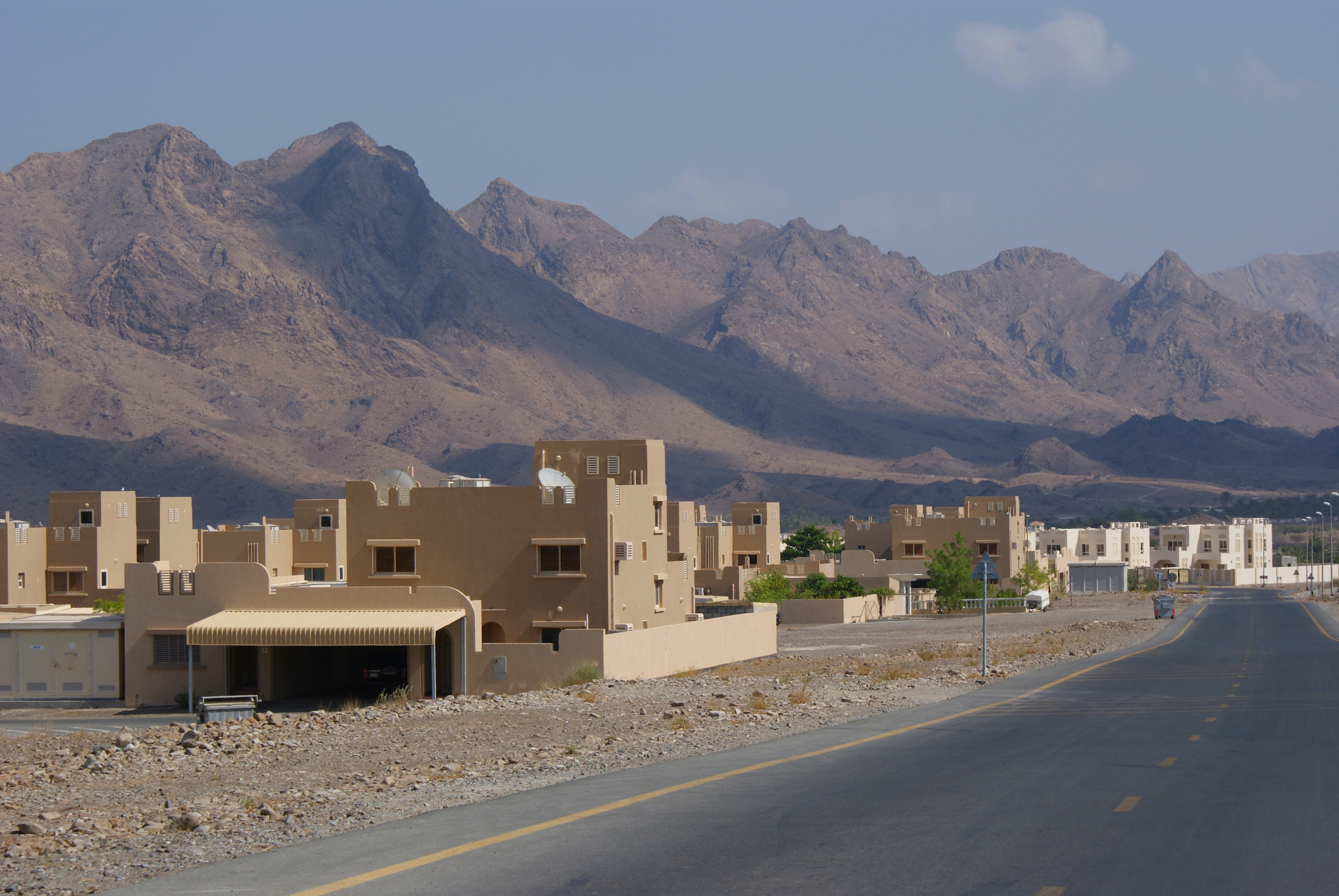
알하자르 산맥(Al Hajar)과 하타

하타(아랍어: حتا)는 아랍에미리트 두바이 토후국에 위치한 도시로 높이는 330m이다.
두바이 토후국 본토의 남동쪽에 위치한 월경지이며 알하자르 산맥(Al Hajar)과 접한다. 두바이에서 동쪽으로 약 134 km 정도 떨어진 곳에 위치한다. 동쪽과 남쪽으로는 오만, 서쪽으로는 아지만 토후국의 월경지인 마스푸트(Masfut), 북쪽으로는 라스알카이마 토후국과 접한다.